# Jean-Claude Bois
Pour les articles homonymes, voir Bois (patronyme).
Jean-Claude Bois est un homme politique français, né le 16 mars 1934 à Lens (Pas-de-Calais) et mort le 10 février 2021 à Lens.

## Parcours politique
Il est élu député le 16 juin 2002, pour la XIIe législature (2002-2007), dans la circonscription du Pas-de-Calais (13e). Il fait partie du groupe socialiste.

## Mandats
- 22/03/1965 - 31/03/1966 : membre du conseil municipal de Lens (Pas-de-Calais)
- 01/04/1966 - 12/07/2002 : adjoint au maire de Lens
- 15/06/1972 - 28/03/2004 : membre du conseil général du Pas-de-Calais
- 25/07/1981 - 01/04/1986 : député
- 06/06/1988 - 18/06/2007 : député

## Distinction
Il est nommé chevalier de la Légion d'honneur le 12 avril 2009